# شهرستان آباتسکی
شهرستان آباتسکی (به لاتین: Abatsky District) یک شهرستان در روسیه است که در استان تیومن واقع شده‌است.